# RKVV Wilhelmina in het seizoen 1956/57
Het seizoen 1956/1957 was het tweede jaar in het bestaan van de Bossche betaaldvoetbalclub Wilhelmina. De club kwam uit in de Tweede divisie B en eindigde daarin op de 11e plaats. Tevens deed de club mee aan het toernooi om de KNVB beker, hierin werd in de tweede ronde verloren van HVC (1–2).

## Wedstrijdstatistieken

### Tweede divisie B
|       | Baronie | DHC   | DOSKO | 't Gooi | Hilversum | LONGA | N.E.C. | ONA   | RBC   | TOP   | UVS   | De Valk | Zeist | ZFC   |
| ----- | ------- | ----- | ----- | ------- | --------- | ----- | ------ | ----- | ----- | ----- | ----- | ------- | ----- | ----- |
| Thuis | 1 – 1   | 4 – 3 | 0 – 0 | 1 – 1   | 1 – 1     | 1 – 0 | 1 – 1  | 0 – 0 | 2 – 1 | 2 – 2 | 2 – 0 | 1 – 1   | 0 – 1 | 0 – 3 |
| Uit   | 5 – 3   | 3 – 0 | 1 – 2 | 1 – 2   | 3 – 2     | 2 – 1 | 2 – 2  | 1 – 0 | 3 – 2 | 0 – 2 | 1 – 1 | 4 – 0   | 4 – 0 | 5 – 1 |

### KNVB beker
| 1e ronde                                                  | Wilhelmina                | 2 – 1 (1 – 0) | Bladella                   |
| 19 augustus 1956 Plaats: 's-Hertogenbosch De Wolfsdonken  | Ben van der Plas 29', 75' |               | 62' Harrie Bierens         |
| 2e ronde                                                  | Wilhelmina                | 1 – 2         | HVC                        |
| 16 september 1956 Plaats: 's-Hertogenbosch De Wolfsdonken | Jan Wierikx –' (pen.)     |               | Wout Heinen Willy Boerboom |

## Statistieken Wilhelmina 1956/1957

### Eindstand Wilhelmina in de Nederlandse Tweede divisie B 1956 / 1957
| Stand | Gespeeld | Gewonnen | Gelijk | Verloren | Punten | Doelpunten voor | Doelpunten tegen |
| ----- | -------- | -------- | ------ | -------- | ------ | --------------- | ---------------- |
| 11e   | 28       | 7        | 10     | 11       | 24     | 35              | 48               |

### Topscorers
| #                | Naam                  | Goal |
| ---------------- | --------------------- | ---- |
| 1.               | Geert Princen         | 11   |
| 2.               | Ben van der Plas      | 7    |
| 3.               | Wim van der Plas      | 3    |
| 4.               | Prospor van Dijck     | 2    |
| 4.               | Harry van Overdijk    | 2    |
| 4.               | Van der Plas          | 2    |
| 7.               | Harry van Baarschot   | 1    |
| 7.               | Freek Jansen          | 1    |
| 7.               | Wim Klaassen          | 1    |
| 7.               | Ad Schrover           | 1    |
| 7.               | Jan Wierikx           | 1    |
| 7.               | Wim van Wijk          | 1    |
| Eigen doelpunten |                       |      |
| –                | Dick Kuijper (ZFC)    | 1    |
| –                | Cees Massuger (LONGA) | 1    |
| Totaal           | Totaal                | 35   |

| #      | Naam             | Goal |
| ------ | ---------------- | ---- |
| 1.     | Ben van der Plas | 2    |
| 2.     | Jan Wierikx      | 1    |
| Totaal | Totaal           | 3    |